# THEM Anime Reviews
THEM Anime Reviews（ゼムアニメレビューズ）は、OVAやWebアニメを含む、現在および過去のアニメについて記述しているアニメレビューウェブサイト。